# Ophelimus maskelli
Ophelimus maskelli is een vliesvleugelig insect uit de familie Eulophidae. De wetenschappelijke naam is voor het eerst geldig gepubliceerd in 1900 door William Harris Ashmead.
O. maskelli is een galwesp die de bladeren van een aantal Eucalyptus-bomen aantast. Het insect is invasief in Israël en wordt daar bestreden met een galwesp-parasitoïde Closterocerus chamaeleon. 